# Siple Dome
Koordinaten: 81° 40′ S, 148° 50′ W

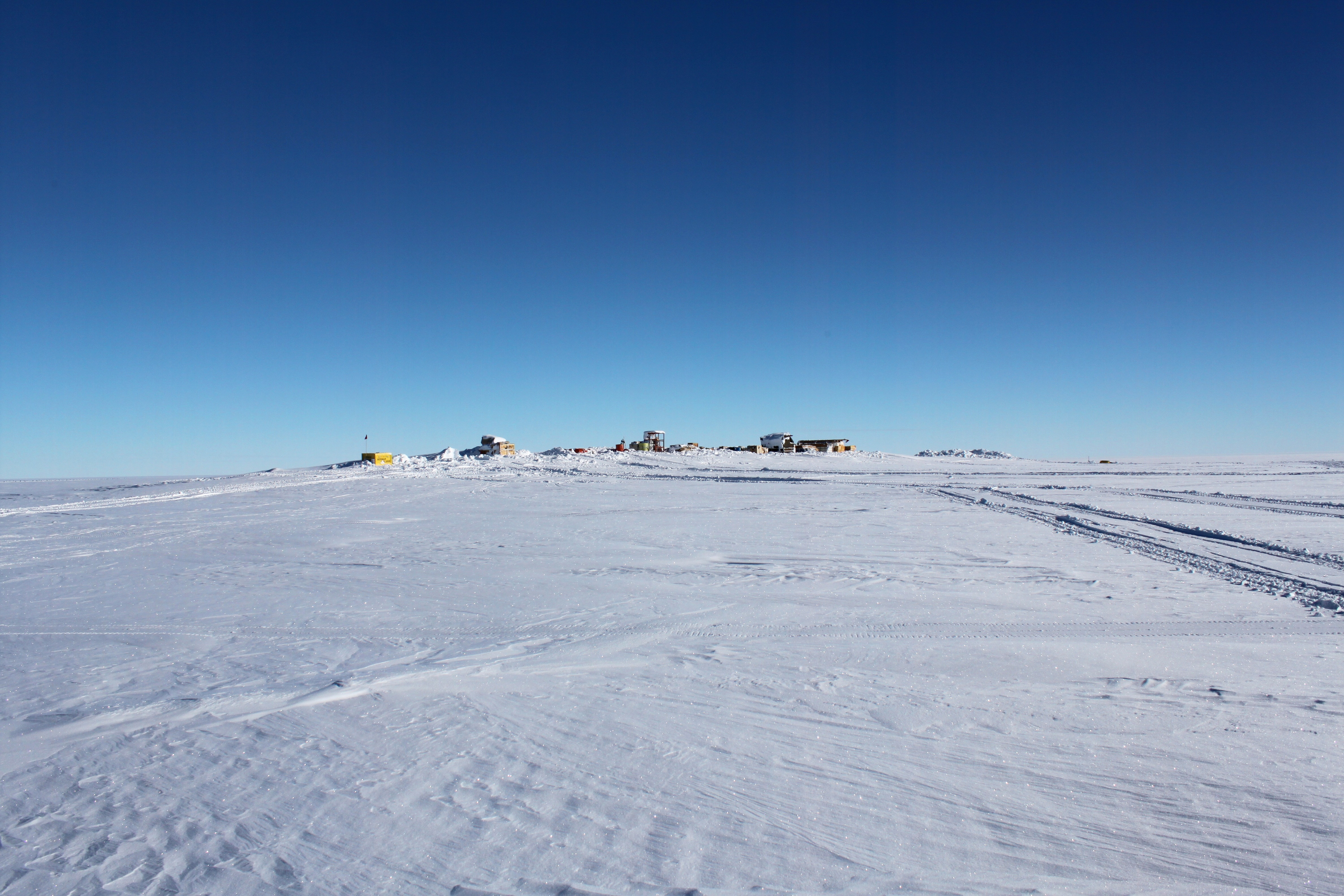
Forschungscamp auf dem Siple Dome (2012)

Der Siple Dome ist ein 10.000 km2 großer Eisdom im westantarktischen Marie-Byrd-Land. Er ragt 130 km östlich der Siple-Küste auf. Der US-amerikanische Geophysiker Charles Bentley und der britische Glaziologe Robert H. Thomas (1937–2015) nahmen hier zwischen 1973 und 1974 Messungen zur Eisbewegung vor. Sie benannten den Eisdom in Anlehnung an die Benennung der angrenzenden Küste nach dem US-amerikanischen Antarktisforscher Paul Siple (1908–1968).